# منسوجات حيوية
المنسوجات الحيوية هي مواد تصنع من الألياف الطبيعية أو الصناعية، وتكون مصممة لكي تتفاعل مع الأنظمة الحيوية، وتوفر خصائص مثل التوافق الحيوي، والمسامية، والقوة الميكانيكية، أو تكون صديقة للبيئة وملائمة للتطبيقات المنزلية النموذجية. تخدم المنسوجات الحيوية مجموعة واسعة من الأغراض والاستخدامات، ولاسيما الاستخدامات الطبية والمنزلية. غير أن مصطلح المنسوجات الحيوية يُمكن أن يُستخدم أيضًا في بعض الأحيان لكي يشير إلى المنسوجات المصنوعة من نفايات حيوية، ولا تستخدم هذه المنسوجات المصنوعة من النفايات الحيوية عادةً للأغراض الصناعية. تُستخدم المنسوجات الحيوية المصنوعة من الفطريات والكتلة الحيوية النباتية والسليلوز البكتيري والألياف القائمة على البروتين المعاد تركيبه كبديل للمنسوجات الاصطناعية لمنع وتقليل انبعاثات الغازات المسببة للاحتباس الحراري العالمي وتلوث المياه والنفايات الناتجة عن صناعة النسيج. ويُمكن أن تُستخدم المنسوجات الحيوية أيضًا في مجالات الرعاية الصحية والهندسة الطبية الحيوية كأجهزة قابلة للزرع في الأعضاء البشرية كما في الخيوط الجراحية والأنسجة المُستخدمة في إصلاح الفتق وترقيع الشرايين والجلد الصناعي وبعض أجزاء القلوب الاصناعية.

## نظرة عامة
حظيت صناعة وتطوير المنسوجات الحيوية باهتمام كبير بسبب قدرتها على إحداث ثورة في صناعة المنسوجات من خلال تقديم بدائل مستدامة للمنسوجات التقليدية الضارة بالبيئة، إذ تعتمد صناعة المنسوجات الحيوية بشكل أساسي على المواد الخام المشتقة من العمليات الحيوية الطبيعية كالفطريات والسليولوز البكتيري والكتلة الحيوية للخضروات والفواكه. تتمتع هذه المكونات الطبيعية بإمكانية أن تصبح مصدرًا آمنا لتطوير المنسوجات الصديقة للبيئة، ومعالجة القضايا المتعلقة بالتدهور البيئي ونضوب المكونات المرتبطة بإنتاج المنسوجات التقليدية. توفر معالجة هذه المواد مصادر وفيرة من الألياف الطبيعية، فباستخدام الهياكل الليفية الموجودة في هذه المواد والأنسجة النباتية، مثل القطن والقنب والكتان وغيرها يُمكن تطوير منسوجات متجددة وقابلة للتحلل الحيوي. تتضمن طرق معالجة المنسوجات الحيوية الغسيل والتجفيف ومجموعة متنوعة من تقنيات الغزل الشائعة في معالجة المنسوجات التقليدية، غير أن معالجة المنسوجات الحيوية تنتج نفايات أقل ضررًا بالبيئة بسبب الطبيعة الحيوية للعديد من المواد الخام الداخلة في تكوينها. تُبشر طُرق المعالجة المتطورة للمنسوجات الحيوية بإمكانية استخراج الألياف المُستخدمة في صناعة الأزياء من مصادر غير تقليدية كالأناناس والموز والحمضيات والمنتجات الحيوانية والعظام، وهو ما قد يحدث ثورة كبيرة في عالم الأزياء المبتكرة.

## الأنواع

### منسوجات حيوية مستخرجة من الفطريات
يُستخدم الجزء النباتي من الفطريات كمادة خام متعددة الاستخدامات ومستدامة في صناعة بعض أنواع المنسوجات الحيوية. تنمو الفطريات عادة تحت الأرض أو داخل بعض البيئات كالتربة أو الخشب أو المواد العضوية المتحللة أو بقايا النفايات. في المركبات الحيوية القائمة على الفطريات، تستهلك الفطريات الكربوهيدرات لإنتاج الخيوط الفطرية، وهي شبكة من الهياكل المتفرعة الشبيهة بالخيوط. ومن خلال التحكم في عمليات النمو، يمكن زراعة الفطريات في شبكة كثيفة من الألياف المتشابكة، لتشكيل مصفوفة قابلة للتحلل الحيوي ومتينة ومناسبة لتطبيقات المنسوجات. تعتمد هذه الزراعة على درجة الحرارة والرطوبة ودرجة الحموضة للوسائط المُستخدمة.

#### الفطريات المحارية
تتميز أنواع الفطريات المعروفة بشكل عام، ولاسيما الفطريات البازيدية ذات العفن الأبيض، بقدرتها على تحلل الكربوهيدرات البوليمرية واستخدامها للنمو. ويُعد الفطر المحاري أحد أشهر الفطريات المُستخدمة في صناعة المنسوجات الحيوية، وهو فطر أبيض صالح للأكل معروف بقدرته على تحلل السليلوز والهيميسليلوز واللغنين، وبالتالي تعزيز قدرته على النمو على النفايات مثل الخشب والمنسوجات والمخلفات الزراعية. أجريت التجارب على الفطر المحاري في قسم الهندسة المدنية بجامعة أونتاريو في كندا، وأثبتت هذه التجارب قدرة الفطريات على النمو على البوليستر في المنسوجات مما يوفر بديلا للأقمشة التقليدية، ومن خلال التحكم في نمو الفطريات، يمكن تغيير خصائص اللدونة والصلابة للمركب الحيوي الناتج. تثبت هذه التجارب إمكانية استخدام نفايات المنسوجات كمواد خام محتملة حيث تنتج الفطريات مركب حيوي خفيف الوزن يمكن أن يكون بديلاً محتملاً للمنتجات التي تحتوي على البوليسترين، كما ثبت أن النسيخ الحيوي المصنوع من الفطريات المحارية يفقد حوالي 1٪ -5٪ من وزنه.